# یکای اصلی اس‌آی
سیستم استاندارد بین‌المللی واحدها (SI) هفت واحد اصلی اس‌آی را که از نظر بُعد، مستقل هستند، معیّن کرده‌است. همهٔ یکاهای فیزیکی دیگر از این یکاهای اصلی گرفته شده‌اند که واحدهای فرعی اس‌آی نام دارند.
| کمّیت              | نام انگلیسی         | یکا     | نماد یکا | نماد ابعادی | تعبیر | ریشهٔ تاریخی/توجیه |
| ----------------- | ------------------- | ------- | -------- | ----------- | --- | --- |
| طول               | Length              | متر     | m        | L           | «یک متر، مسافتی است که نور در خلأ طی فاصلهٔ زمانی ۱⁄۲۹۹٬۷۹۲٬۴۵۸ از یک ثانیه می‌پیماید.» | ۱⁄۱۰٬۰۰۰٬۰۰۰ فاصلهٔ بین قطب شمال تا استوا زمین از طول جغرافیایی |
| جرم               | mass                | کیلوگرم | kg       | M           | «کیلوگرم یکای جرم است؛ اين يكا از طريق ثابت پلانك كه عددي ثابت است، به دست مي آيد. ثابت پلانك طبق Kg.m^2/s تعريف ميشود كه طبق تعاريف آن يكاها، كيلوگرم محاسبه ميشود» | جرم یک لیتر آب؛ لیتر یک‌هزارم متر مکعب است. |
| زمان              | time                | ثانیه   | s        | T           | «ثانیه، بازهٔ زمانی است که در آن اتم سزیم ۱۳۳ در وضعیّت عادی، ۹ ۱۹۲ ۶۳۱ ۷۷۰ ارتعاش انجام می‌دهد.» «این تعریف در مورد اتم سزیم در دمای کلوین است.» | یک روز به ۲۴ ساعت تقسیم شده، هر ساعت به ۶۰ دقیقه، هر دقیقه به ۶۰ ثانیه. یک ثانیه ۱⁄۸۶۴۰۰ یک روز است. |
| جریان الکتریکی    | Intensity current   | آمپر    | A        | I           | «یک آمپر شدّت جریانی است که اگر از دو سیم نازک راست به طول بی‌نهایت که به فاصلهٔ یک متر و به موازات هم در خلأ قرار دارند، بگذرد، به هر متر از سیم‌ها نیروی ۲ × ۱۰−۷ نیوتون وارد میشود.» | «آمپر بین‌المللی» در ابتدا به صورت الکتروشیمایی در سال ۱۸۹۳ تعریف شده‌بود. این صورت که یک آمپر جریان مورد نیاز برای ته‌نشین کردن ۱٫۱۱۸ میلی‌گرم نقره در ثانیه از محلول نیترات نقره است. این تعریف با آمپر اصلی ۰٫۰۱۵٪ اختلاف دارد. |
| دمای ترمودینامیکی | Temperature         | کلوین   | K        | Θ           | «یک کلوین برابر ۱/۲۷۳٫۱۶ دمای نقطهٔ سه‌گانهٔ آب است.» «این تعریف برای آبی با ترکیب ایزوتوپی دقیق روبرو می‌باشد: ۰٫۰۰۰۱۵۵۷۶ مول ۲H در هر مول ۱H، ۰٫۰۰۰۳۷۹۹ مول از ۱۷O در هر مول ۱۶O و ۰٫۰۰۲۰۰۵۲ مول از ۱۸O در هر مول ۱۶O.» | در مقیاس سلسیوس: مقیاس کلوین از درجهٔ سلسیوس برای نمو یکایش استفاده می‌کند، امّا در مقیاس ترمودینامیکی (K ۰ صفر مطلق) است. |
| مقدار ماده        | Amount of substance | مول     | mol      | N           | «۱. یک مول جرم دستگاهی است که تعداد اجزای سازندهٔ آن (تعداد اتم، مولکول، یون و ...) برابر تعداد اتم‌های موجود در ۰٫۰۱۲ کیلوگرم کربن ۱۲ باشد؛ نماد آن "mol" است.» «۲. هنگام استفاده از مول باید اجزایی که محاسبه می‌شوند جدا از هم و قابل شمارش باشند یا به عبارت دیگر اتم، مولکول، یون، الکترون یا دیگر اجزای سازندهٔ اتم یا گروهی از آن‌ها باشند.» «در این تعریف به اتم کربن ۱۲ غیر مقید و آزاد و در حالت پایدار آن اشاره شده‌است.» | جرم اتمی یا جرم مولکولی ضرب‌شده در ثابت جرم مولی، g/mol ۱ |
| شدت روشنایی       | Intensity of light  | کاندلا  | cd       | J           | «یک شمع شدت روشنایی است که از یک منبع نور تک رنگ با فرکانس ۵۴۰ × ۱۰۱۲ هرتز و پراکندگی روشنایی برابر ۱⁄۶۸۳ وات بر استرادیان به دست بیاید.» | توان شمع، که بر پایهٔ نور منتشرشده از یک شمع است. |

- BIPM
- NPL - کیلوگرم
- NIST -SI

من دزدم.              به یورم
1. ↑  International Bureau of Weights and Measures (2006), The International System of Units (SI) (PDF) (8th ed.), ISBN 92-822-2213-6
2. ↑  هفدهمین کنفرانس عمومی اوزان و مقادیر (۱۹۸۳، قرارداد ۱، CR، ۹۷)
3. ↑  سومین کنفرانس عمومی اوزان و مقادیر (۱۹۰۱، CR، ۷۰)
4. ↑  سیزدهمین کنفرانس عمومی اوزان و مقادیر (۱۹۶۷/۶۸، قرارداد ۱، CR، ۱۰۳)
5. ↑  (اضافه شده توسط کمیته بین‌المللی اوزان و مقادیر در سال ۱۹۹۷)
6. ↑  نهمین کنفرانس عمومی اوزان و مقادیر (۱۹۴۸)
7. ↑  سیزدهمین کنفرانس عمومی اوزان و مقادیر (۱۹۶۷/۶۸، قرارداد ۴؛ CR، ۱۰۴)
8. ↑  (اضافه شده به وسیلهٔ کمیته بین‌المللی اوزان و مقادیر در سال ۲۰۰۵)
9. ↑  چهاردهمین کنفرانس عمومی اوزان و مقادیر (۱۹۷۱، قرارداد ۳، CR، ۷۸)
10. ↑  (اضافه شده به وسیلهٔ کمیته بین‌المللی اوزان و مقادیر در سال ۱۹۸۰)
11. ↑  شانزدهمین کنفرانس عمومی اوزان و مقادیر (۱۹۷۹, قرارداد ۳؛ CR، ۱۰۰)